# Haamse
Haamse est un village d'Estonie situé dans la commune de Saaremaa (jusqu'en octobre 2017 commune de Lääne-Saare) du comté de Saare.